# 池内藏太
池内藏太（日语：／ Ike Kurata，1841年（天保12年）—1866年6月14日（慶應2年5月2日））是幕末時期的土佐藩鄉士。諱定勝。別名細川左馬之助。細井德太郎。
生為土佐藩士中身分最低的微祿家的兒子。1861年、前往江戶和安井息軒學習並且和各藩志士們互相往來。盡力和武市半平太一起創立土佐勤王黨。1863年、受到山内容堂命令前往大坂・江戶視察。不過由於容堂貫徹佐幕的態度、讓對於尊皇攘夷持有好感的藏太因此脫離土佐藩而逃到長州藩、並且還參加長州的尊皇攘夷運動。然後成為長州軍的遊撃隊参謀、1863年5月10日指揮對美國船隻的砲撃。之後、由於天誅組的反亂使得他參加的天誅組壊滅而潛伏於京都、1864年長州藩發動禁門之變、於是他指揮長州軍的忠勇隊而有活躍的表現。不過無論如何，内藏太都確實傾向於尊皇攘夷、還展開各種活動。
1865年、坂本龍馬創立龜山社中、内藏太入社並且和龍馬一起盡力於海軍的創設。不過1866年、從長崎到薩摩藩的小型帆船・Wild Wave号在回航途中遇到颱風、内藏太因此和Wild Wave號一樣遭遇船難而死。享年26歲。
由於英年早逝、當龍馬聽到自己所期待的繼承者的内藏太過世時、發出了「你竟然比我還要先死。如果你比我先活著的話、我死了之後還有你可以繼承整個海援隊呀」的悲嘆。

## 扮演的演員

### 電視劇版
- 小澤公平（『龍馬來了』、NHK、1968年）
- 柴田侊彦（『龍馬來了』、東京電視台、1982年）
- 平岳大（『龍馬來了』、東京電視台、2004年）
- 桐谷健太（『龍馬傳』、NHK、2010年）

### 電影
- 柴俊夫（『幕末青春グラフィティ Ronin 坂本龍馬』、東宝、1986年）